# Barrio de Almeda
El Barrio de Almeda está localizado en el municipio de Cornellá de Llobregat, el cual, a su vez forma parte de la primera corona metropolitana que envuelve la ciudad central de Barcelona.
El territorio que ocupa el barrio fue inicialmente una zona especializada en funciones periféricas, dependientes de la ciudad de Barcelona. A consecuencia de un largo proceso de transformaciones endógenas inducidas por el entorno metropolitano y los cambios socioeconómicos globales se ha configurado como una nueva centralidad periférica dentro del ámbito de la conurbación de Barcelona.
Cornellá de Llobregat y el barrio Almeda son una prolongación del continuo urbano formado por la ciudad central de Barcelona y los municipios colindantes. La ciudad de Cornellá de Llobregat está incluida en la planificación supramunicipal que se desarrolló con la aprobación del planeamiento territorial de Barcelona y área circundante plasmado en el Plan Comarcal de 1953 y posteriormente en el Plan General Metropolitano de 1976.
Esta unidad se ha visto reforzada, a principios de los años noventa, con la realización del cinturón de circunvalación que envuelve la ciudad central de Barcelona y los municipios de su entorno inmediato.

## Transporte público
Almeda cuenta con diferentes transportes públicos; metro, ferrocarriles y autobuses, que comunican el barrio con el resto de Cornellà, Hospitalet y otras ciudades del área metropolitana de Barcelona:
- Metro: Estación de Almeda, de la Línea Llobregat-Anoia.
- Ferrocarriles: S33, S4, S8, R5, R50, R6 Y R60,
- Líneas de Autobús.

## Los servicios del barrio
El tejido económico de Cornellá está mucho más equilibrado, acoge numerosas empresas de logística y vinculadas a la nueva economía, como los parques empresariales World Trade Center Almeda Park o Cityparc.
Almeda también es un barrio de una dimensión media que cuenta con servicios como el centro comercial de El Corte Inglés, Clínica Dental Porta Diagonal y variedad de bares y restaurantes.
Cuenta con un atractivo con su célebre Parque de Can Mercader, un parque con instalaciones deportivas (Complex Aquàtic i Esportiu Can Mercader), con actividades para niños como la estación de Trenecitos que rutan por el parque, las piscinas de Almeda... Además el barrio también incorpora otros parques y un skatepark.

## Clubes deportivos

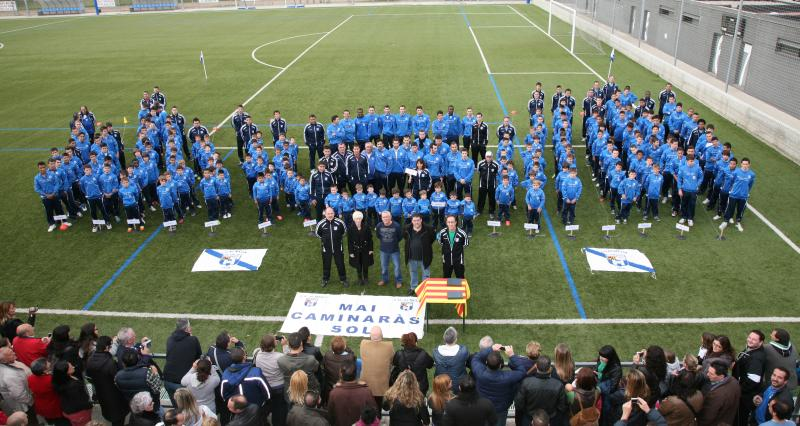
Uno de los equipos del CD Almeda

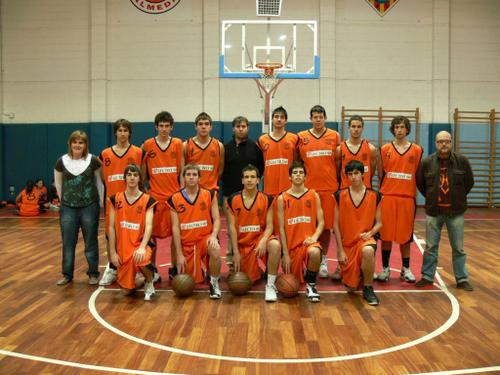
Uno de los equipos del Club Básquet Almeda

El barrio de Almeda consta de diferentes clubs deportivos:
- CD Almeda (Fútbol)
- Club Básquet Almeda (Baloncesto)

## Estación de Almeda
Almeda es una estación de las líneas L8, S33, S4, S8, R5 y R6 de la línea Llobregat-Anoia de FGC situada debajo del Paseo de los Ferrocarriles Catalanes en Cornellá de Llobregat.
La actual estación se inauguró en 1985, con la apertura del soterramiento entre las estaciones de Sant Josep y Cornellà-Riera (aunque antes del soterramiento existía una estación en superficie donde está la actual de la que aún se conserva el edificio de la estación).
Además de esta, el municipio de Cornellá de Llobregat tiene otra estación de la línea Llobregat-Anoia de FGC, el intercambiador multimodal de la estación de Cornellá donde coinciden metro, cercanías, tranvía y autobuses; y otras dos estaciones de la línea 5 del Metro de Barcelona: Gavarra y Sant Ildefons.

## Patrimonio histórico
- Can Manso (siglo XVI - XVIII)

Masía situada en la carretera del Mig, muy cerca del cruce con la carretera vieja del Prat, zona de Almeda y lindando con el término municipal de Hospitalet. Esta masía, fechada en el siglo XVI, es una de las más destacadas de Cornellà dadas sus dimensiones, majestuosas, y su configuración, con un cuerpo central de grandes dimensiones. A los laterales se levantan dos cuerpos más bajos y otros dos que forman las solanas, dejando una configuración de planta basilical de cinco naves. Sus propietarios fueron la familia Femades, apellido de labradores, y posteriormente fue adquirida por la familia barcelonesa de los Sabater. El escudo de armas de la fachada recuerda que a principios del siglo XIX fue propiedad del general Josep Manso (héroe de la guerra de la Independencia de 1808-14), quien pasaba largas temporadas en Cornellà.
- Palacio de Can Mercader (siglo XIX)

Situado en el parque del mismo nombre, en la carretera de Hospitalet, ante el barrio de Almeda. Tras entroncar la antigua familia Mercader con la de los condes de Bell•lloch, Joaquim de Mercader y Bell•lloch, hizo construir el año 1865 este palacio donde había la antigua masía de Can Mercader. La construcción, de planta cuadrangular con torres octogonales a los cuatro lados, tiene el aire de los palacios de la época del romanticismo. La planta noble está formada por un conjunto de salas decoradas con estilos muy diferenciados, pero todas con una recargada suntuosidad. Sus colecciones de pinturas, cerámicas, armas, porcelanas, aves disecadas, muebles, etc. otorgan a este edificio una importancia especial. Desde el 1995, tras seis fases de restauración, es museo público de la ciudad. Además, en sus salas, se celebran los matrimonios civiles.
- Parroquia de Santiago (Sant Jaume). (Almeda) Pasaje Dolors Almeda i Roig.